# Acrapex dallolmoi
Acrapex dallolmoi là một loài bướm đêm trong họ Noctuidae.